# Pteropus insularis
Pteropus insularis (Крилан чуукський) — вид рукокрилих, родини Криланових.

## Поширення, поведінка
Країни поширення: Федеративні Штати Мікронезії — о. Чуук. Його природним середовищем проживання є субтропічний або тропічний сухий ліс. 